# Naturbahnrodel-Weltmeisterschaft 1979
Die 1. FIL-Naturbahnrodel-Weltmeisterschaft fand vom 30. Januar bis 4. Februar 1979 in Inzing in Österreich statt.

## Einsitzer Herren
| Platz | Name               | Zeit        |
| ----- | ------------------ | ----------- |
| 01    | Werner Prantl      | 5:00,49 min |
| 02    | Damiano Lugon      | + 1,60 s    |
| 03    | Erich Graber       | + 1,70 s    |
| 04    | Alfred Kogler      | + 3,52 s    |
| 05    | Raimund Pigneter   | + 3,61 s    |
| 06    | Oswald Pörnbacher  | + 4,69 s    |
| 07    | Helmut Hutter      | + 4,75 s    |
| 08    | Johann Mair        | ?           |
| 09    | Wolfgang Erlacher  | ?           |
| 10    | Otto Bachmann      | ?           |
| 11    | Josef Theurl       | ?           |
| 12    | Engelbert Fuchs    | ?           |
| 13    | Martin Haller      | ?           |
| 14    | Heinz Gdanitz      | ?           |
| 15    | Vitus Gansler      | ?           |
| 16    | Josef Tschachler   | ?           |
| 17    | Ray Lindfors       | ?           |
| 18    | Steinar Raastad    | ?           |
| 19    | Georg Spindler     | ?           |
| 20    | Anton Berwanger    | ?           |
| 21    | Volker Schönhuber  | ?           |
| 22    | Erich Hedinger     | ?           |
| 23    | Trond Enkerud      | ?           |
| 24    | Carl Henrik Bache  | ?           |
| 25    | Geir Sörnes Hansen | ?           |
| 26    | Drago Česen        | ?           |
| 27    | Per Winberg        | ?           |
| 28    | Ernst Buchwieser   | ?           |
| 29    | Peter Brunold      | ?           |
| 30    | Teodor Kalisnik    | ?           |
| 31    | Bengt Myckelberg   | ?           |
| 32    | Vinko Lavtižar     | ?           |
| 33    | Edward Fender      | ?           |
| 34    | Fred Lindfors      | ?           |
| 35    | Dick Holmen        | ?           |
| 36    | Marjan Meglič      | ?           |
| 37    | Werner Gundrum     | ?           |
| 38    | Tim Carney         | ?           |
| --    | Lars Ekström       | DNF         |
| --    | Mirko Klinar       | DNF         |

Erster Weltmeister im Einsitzer der Herren wurde der Österreicher Werner Prantl, der zudem im Doppelsitzer Bronze gewann. Silber ging an Damiano Lugon aus Italien, der wenige Tage zuvor die Europameisterschaft gewonnen hatte. Der drittplatzierte Italiener Erich Graber hatte 1974 und 1977 bereits die Europameisterschaft gewonnen.

## Einsitzer Damen
| Platz | Name                 | Zeit        |
| ----- | -------------------- | ----------- |
| 01    | Delia Vaudan         | 5:16,87 min |
| 02    | Ingrid Zameter       | + 01,62 s   |
| 03    | Roswitha Fischer     | + 02,36 s   |
| 04    | Elfriede Pirkmann    | + 03,46 s   |
| 05    | Helene Mitterstieler | + 10,80 s   |
| 06    | Annemarie Ebner      | + 11,36 s   |
| 07    | Ruth Oberhöller      | + 11,87 s   |
| 08    | Herta Hafner         | ?           |
| 09    | Monika Zobel         | ?           |
| 10    | Elisabeth Nagele     | ?           |
| 11    | Maria Tschachler     | ?           |
| 12    | Marlies Zobel        | ?           |
| 13    | Vanja Petelinkar     | ?           |
| 14    | Ewa Więcek           | ?           |
| 15    | Maria Stanislawek    | ?           |

Der erste Weltmeistertitel im Einsitzer der Damen ging an die Italienerin Delia Vaudan, die Silbermedaille gewann die Österreicherin Ingrid Zameter. Die Bronzemedaillengewinnerin Roswitha Fischer aus Italien war wenige Tage zuvor Europameisterin geworden.

## Doppelsitzer
| Platz | Name                                 | Zeit |
| ----- | ------------------------------------ | ---- |
| 01    | Damiano Lugon – Andrea Millet        | ?    |
| 02    | Werner Mücke – Helmut Hutter         | ?    |
| 03    | Werner Prantl – Florian Prantl       | ?    |
| 04    | Oswald Pörnbacher – Erich Graber     | ?    |
| 05    | Wolfgang Erlacher – Alfred Kogler    | ?    |
| 06    | Werner Beikircher – Michael Plaikner | ?    |
| 07    | Martin Haller – Peter Brunold        | ?    |
| 08    | Marjan Meglič – Vinko Lavtižar       | ?    |
| 09    | Georg Spindler – Vitus Gansler       | ?    |
| 10    | Heinz Gdanitz – Ernst Buchwieser     | ?    |

Die Italiener Damiano Lugon und Andrea Millet, die bei der Europameisterschaft kurz davor die Silbermedaille gewonnen hatten, wurden Weltmeister im Doppelsitzer. Auf Platz zwei kamen die Europameister des Vorjahres, Werner Mücke und Helmut Hutter aus Österreich. Dritte wurden die Österreicher Werner – Weltmeister im Einsitzer – und Florian Prantl, die wenige Tage zuvor die Europameisterschaft gewonnen hatten.

## Medaillenspiegel
| Platz | Land       | Gold | Silber | Bronze | Gesamt |
| ----- | ---------- | ---- | ------ | ------ | ------ |
| 1.    | Italien    | 2    | 1      | 2      | 5      |
| 2.    | Österreich | 1    | 2      | 1      | 4      |